# Bolleke (bier)
Bolleke, tot 2019 De Koninck geheten, is een Belgisch bier dat wordt gebrouwen door de Antwerpse brouwerij De Koninck. Deze is sinds 2010 eigendom van brouwerij Duvel Moortgat.

## Achtergrond
Brouwerij De Koninck brouwt reeds sinds 1833 bier in de wijk Haringrode aan de Boomgaardbeek de vroegere Pridebeek op de grens tussen Antwerpen en Berchem. Op het logo van de bieren en op de kroonkurken prijkt steeds een hand. Deze hand heeft betrekking op de grensstenen die de stedelijke vrijheid van Antwerpen markeerden en heeft niets te maken met de 15de-eeuwse Antwerpse legende over Silvius Brabo of De Zeven Schaken. Het amberkleurige bier (5.2%) wordt gedronken uit een typisch bolvormig glas: het bolleke. om deze reden werd een De Koninck ook kortweg een bolleke genoemd. Deze bijnaam werd in 2019 de officiële merknaam van het bier. 
In mei 2025 werd aangekondigd dat het bier al zeker gedurende drie jaar in de brouwerij van Duvel Moortgat in Breendonk geproduceerd zal worden.

## Prijzen
- De Koninck kreeg in 2011 drie sterren op de Superior Taste Award van het International Taste & Quality Institute.[4]